# Ezequiel Garay
Ezequiel Marcelo Garay (Rosario, 10 oktober 1986) is een Argentijns voormalig betaald voetballer die doorgaans in de verdediging speelde. Hij kwam van 2004 tot 2020 onder meer uit voor Real Madrid, Benfica, Zenit Sint-Petersburg en Valencia CF. Garay debuteerde in augustus 2007 in het Argentijns voetbalelftal.

## Clubvoetbal
Garay speelde tot 2005 voor het Argentijnse Newell's Old Boys, waarmee hij in 2004 de Apertura won. Vervolgens vertrok de verdediger naar het Spaanse Racing Santander. Bij Racing Santander maakte hij vanaf het seizoen 2006/2007 indruk met zijn goede traptechniek en zijn doelpunten. Als verdediger maakte Garay dat seizoen tien doelpunten, waarvan zeven benutte strafschoppen. Hiermee was hij dat jaar op Marco Materazzi na de meest scorende verdediger van Europa. In mei 2008 werd Garay voor tien miljoen euro gecontracteerd door Real Madrid. In 2008/2009 stalde Real hem nog voor één seizoen bij zijn vorige club Racing Santander, waarop hij in 2009/2010 definitief deel uitmaakte van de selectie. Hij tekende in juni 2014 een vijfjarig contract bij Zenit Sint-Petersburg, dat circa €15.000.000,- voor hem betaalde aan Benfica. Hij verruilde Zenit Sint-Petersburg in augustus 2016 voor Valencia. In juni 2020 liep zijn contract af. Na een jaar clubloos te zijn geweest kondigde de Argentijn op 16 juli 2021 zijn afscheid als profvoetballer aan. Hij gaf aan nog wel aanbiedingen te hebben ontvangen maar vanwege aanhoudend blessureleed hier niet op in te zijn gegaan.

## Clubstatistieken
| Seizoen | Club                  | Competitie       | Wed. | Goals |
| ------- | --------------------- | ---------------- | ---- | ----- |
| 2004/05 | Newell’s Old Boys     | Primera División | 1    | 0     |
| 2005/06 | Newell’s Old Boys     | Primera División | 12   | 1     |
| 2005/06 | Racing Santander      | Primera División | 7    | 0     |
| 2006/07 | Racing Santander      | Primera División | 31   | 9     |
| 2007/08 | Racing Santander      | Primera División | 22   | 3     |
| 2008/09 | Real Madrid           | Primera División | 0    | 0     |
| 2008/09 | → Racing Santander    | Primera División | 24   | 2     |
| 2009/10 | Real Madrid           | Primera División | 20   | 1     |
| 2010/11 | Real Madrid           | Primera División | 5    | 0     |
| 2011/12 | Benfica               | SuperLiga        | 24   | 2     |
| 2012/13 | Benfica               | SuperLiga        | 27   | 1     |
| 2013/14 | Benfica               | SuperLiga        | 27   | 6     |
| 2014/15 | Zenit Sint-Petersburg | Premjer-Liga     | 26   | 1     |
| 2015/16 | Zenit Sint-Petersburg | Premjer-Liga     | 20   | 2     |
| 2016/17 | Zenit Sint-Petersburg | Premjer-Liga     | 4    | 0     |
| 2016/17 | Valencia CF           | Primera División | 27   | 4     |
| 2017/18 | Valencia CF           | Primera División | 24   | 0     |
| 2018/19 | Valencia CF           | Primera División | 24   | 2     |
| 2019/20 | Valencia CF           | Primera División | 17   | 0     |

## Interlandcarrière
Garay werd in 2005 met Argentinië wereldkampioen op het WK –20 in Nederland. Op 22 augustus 2007 maakte de verdediger zijn debuut voor het Argentijns nationaal elftal, in een oefeninterland tegen Noorwegen (2-1 verlies).

## Erelijst
| Competitie                | Aantal            | Jaren             |                   |                   |
| Newell’s Old Boys         | Newell’s Old Boys | Newell’s Old Boys | Newell’s Old Boys | Newell’s Old Boys |
| ------------------------- | ----------------- | ----------------- | ----------------- | ----------------- |
| Kampioen Primera División | 1x                | Apertura 2004     |                   |                   |
| Real Madrid               |                   |                   |                   |                   |
| Copa del Rey              | 1x                | 2010/11           |                   |                   |
| Benfica                   |                   |                   |                   |                   |
| Primeira Liga             | 1x                | 2013/14           |                   |                   |
| Taça de Portugal          | 1x                | 2013/14           |                   |                   |
| Taça da Liga              | 2x                | 2011/12, 2013/14  |                   |                   |
| FK Zenit                  |                   |                   |                   |                   |
| Premjer-Liga              | 1x                | 2014/15           |                   |                   |
| Beker van Rusland         | 1x                | 2015/16           |                   |                   |
| Russische supercup        | 1x                | 2016              |                   |                   |
| Valencia CF               |                   |                   |                   |                   |
| Copa del Rey              | 1x                | 2018/19           |                   |                   |

| Competitie              | Winnaar        | Winnaar        | Runner-up      | Runner-up      | Derde          | Derde          |
| Competitie              | Aantal         | Jaren          | Aantal         | Jaren          | Aantal         | Jaren          |
| Argentinië –20          | Argentinië –20 | Argentinië –20 | Argentinië –20 | Argentinië –20 | Argentinië –20 | Argentinië –20 |
| ----------------------- | -------------- | -------------- | -------------- | -------------- | -------------- | -------------- |
| WK voetbal –20          | 1x             | 2005           |                |                |                |                |
| Argentinië –23          |                |                |                |                |                |                |
| Olympisch kampioenschap | 1x             | 2008           |                |                |                |                |
| Argentinië              |                |                |                |                |                |                |
| WK voetbal              |                |                | 1x             | 2014           |                |                |
| Copa América            |                |                | 2x             | 2015, 2016     |                |                |

1 Ustari ·
2 Garay ·
3 Monzón ·
4 Zabaleta ·
5 Gago ·
6 Fazio ·
7 Sosa ·
8 Banega ·
9 Lavezzi ·
10 Riquelme ·
11 Di María ·
12 Pareja ·
13 Acosta ·
14 Mascherano ·
15 Messi ·
16 Agüero ·
17 Buonanotte ·
18 Romero ·
22 Navarro ·
Coach: Batista
1 Carrizo ·
2 Garay ·
4 Zabaleta ·
4 Burdisso ·
5 Cambiasso ·
6 G. Milito ·
7 Di María ·
8 Zanetti ·
9 Higuaín ·
10 Messi ·
11 Tévez ·
12 Andújar ·
13 Pareja ·
14 Mascherano  ·
15 Biglia ·
16 Agüero ·
17 Rojo ·
21 Pastore ·
19 Banega ·
20 Gago ·
21 Lavezzi ·
22 D. Milito ·
23 Romero ·
Coach: Batista
1 Romero ·
2 Garay ·
3 Campagnaro ·
4 Zabaleta ·
5 Gago ·
6 Biglia ·
7 Di María ·
8 Pérez ·
9 Higuaín ·
10 Messi  ·
11 Rodríguez ·
12 Orión ·
13 A. Fernández ·
14 Mascherano ·
15 Demichelis ·
16 Rojo ·
17 F. Fernández ·
18 Palacio ·
19 Álvarez ·
20 Agüero ·
21 Andújar ·
22 Lavezzi ·
23 Basanta ·
Coach: Sabella
1 Romero ·
2 Garay ·
3 Roncaglia ·
4 Zabaleta ·
5 Gago ·
6 Biglia ·
7 Di María ·
8 Pereyra ·
9 Higuaín ·
10 Messi  ·
11 Agüero ·
12 Guzmán ·
13 Casco ·
14 Mascherano ·
15 Demichelis ·
16 Rojo ·
17 Otamendi ·
18 Tévez ·
19 Banega ·
20 Lamela ·
21 Pastore ·
22 Lavezzi ·
23 Andújar ·
23 Marchesín ·
Coach: Martino